# Elvis at Ferus
Elvis at Ferus è un cortometraggio del 1963 diretto da Andy Warhol.